# يوسف حسن عبدي
يوسف حسن عبدي (بالإنجليزية: Abdi Yusuf Hassan)‏ هو سياسي كيني، ولد في 9 مارس 1953 في نيروبي في كينيا. نشط حزبياً في حزب الاتحاد الوطني ‏. في الانتخابات الرئاسية الكينية 2017، انتخب عضو الجمعية الوطنية عن دائرة Kamukunji Constituency ‏ وقد انضم خلال فترته النيابية ‏ (31 أغسطس 2017 – ) للكتلة البرلمانية حزب اليوبيل ‏.